# Indické hry
Indické hry je skupina šachových zahájení charakterizovaných tahy
1. d4 Jf6 2. c4
také hraje-li bílý 2. Jf3 a pak 3. c4
Nehraje-li bílý c4, postup se řadí do skupiny her dámským pěšcem.

## Historie
Název indické hry pochází podle indického šachisty, kterým byl bráhman Moheschunder Bonnerjee, jenž sehrál v Kalkatě řadu partií, kde použil 1... Jf6 proti Johnu Cochranovi. Nejčastěji hrál královskou indickou obranu. Do té doby se na 1. d4 odpovídalo 1... d5 a občas 1...f5. Indické hry se začaly hrát ale až v moderním šachu, jejich plnohodnost se snažili prokázat hypermodernisté. Dnes jsou charakterizovány celou skupinou zahájení a patří mezi velice časté odpovědí v zavřených hrách.

## Přehled variant

### 1. d4 Jf6 2. c4 (bez 2... g6 nebo 2... e6)
- 2... e5 Budapešťský gambit, dnes je vzácnější.
- 2... c5
  - 3.Jf3 občas vyskytující se postup vedoucí do Anglické hry, bílý tak hraje nechce-li hrát Benoni nebo Volžský gambit
  - 4. d5 Benoni
    - 4...b5 Volžský gambit
- 2... c6 Slovanská indická
  - 3. Jf3
    - 3... b5 Kudiševičův gambit, vzácnější tah
    - 3... d5 přechází do Slovanské obrany
    - 3... d6 přechází do Staroindické obrany
- 2... Jc6 Mexická obrana, vzácnější tah
- 2... d6 Staroindická obrana

### 1. d4 Jf6 2. c4 g6
Královská indická obrana. Může přejít i do jiných zahájení, když zde později hraje černý d5, nastává Grünfeldova indická, když hraje c5 a bílý odpovídá d5, tak hra může přejít do Benoni a odpovídá-li na c5 bílý Jf3, tak hra může přejít do Anglické.
- 3. Jc3 Přirozený tah, nehraje-li nyní černý d5, probíhá Královská indická.
  - 3... d5 Grünfeldova indická obrana

### 1. d4 Jf6 2. c4 e6 (bez 3. Jf3)
- 3. g3 Katalánský systém, vyskytuje se méně často než následující pokračování
- 3. Jc3 přirozený tah bojující o centrální pole
  - 3... d5 přechází do Dámského gambitu
  - 3... c5
    - 4. Jf3 vzácnější tah vedoucí do Anglické hry, vadí-li bílému Benoni
    - 4. d5 Benoni

  - 3... Sb4 Nimcovičova indická obrana

### 1. d4 Jf6 2. c4 e6 3. Jf3
Platí za klidnější pokračování než 3. Jc3. Bílý tak obvykle hraje, vadí-li mu vazba jezdce v Nimcovičově indické.
- 3... c5
  - 4. g3 nebo 4. Jc3, občas se vyskytující tahy vedoucí do Anglické hry, nechce-li bílý hrát Benoni
  - 4. d5 po tomto pořadí tahů častý přechod do Benoni
    - 4... b5 Blumenfeldův gambit se dnes vyskytuje vzácně
- 3... d5 často takto přechází hra do Dámského gambitu
- 3... Sb4+ Bogoljubova indická obrana
- 3... b6 Dámská indická obrana

## Přehled sECO
- Nimcovičova indická obrana 1. d4 Jf6 2. c4 e6 3. Jc3 Sb4 (E20-E59)
- Bogoljubova indická obrana 1. d4 Jf6 2. c4 e6 3. Jf3 Sb4+ (E11)
- Dámská indická obrana 1. d4 Jf6 2. c4 e6 3. Jf3 b6 (E12-E19)
- Královská indická obrana 1. d4 Jf6 2. c4 g6 bez 3... d5 (E60-E99)
- Grünfeldova indická obrana 1. d4 Jf6 2. c4 g6 3. Jc3 d5 (D60-D99)
- Benoni 1. d4 Jf6 2. c4 c5 (A56, A60-A79)
- Volžský gambit 1. d4 Jf6 2. c4 c5 3. d5 b5 (A57-A59)
- Katalánský systém 1. d4 Jf6 2. c4 e6 3. g3 (E00-E09)
- Blumenfeldův gambit 1. d4 Jf6 2. c4 e6 3. Jf3 c5 4. d5 b5 (E10)
- Staroindická obrana 1. d4 Jf6 2. c4 d6 (A53-A55)
- Budapešťský gambit 1. d4 Jf6 2. c4 e5 (A51-A52)
- Slovanská indická 1. d4 Jf6 2. c4 c6 (A50)
- Kudischewitsch gambit 1. d4 Jf6 2. c4 c6 3. Jf3 b5 (A50)
- Mexická obrana 1. d4 Jf6 2. c4 Jc6 (A50)